# Atriplex canescens
Atriplex canescens är en amarantväxtart som först beskrevs av Frederick Traugott Pursh, och fick sitt nu gällande namn av Thomas Nuttall. Atriplex canescens ingår i släktet fetmållor, och familjen amarantväxter. Utöver nominatformen finns också underarten A. c. linearis.

## Bildgalleri

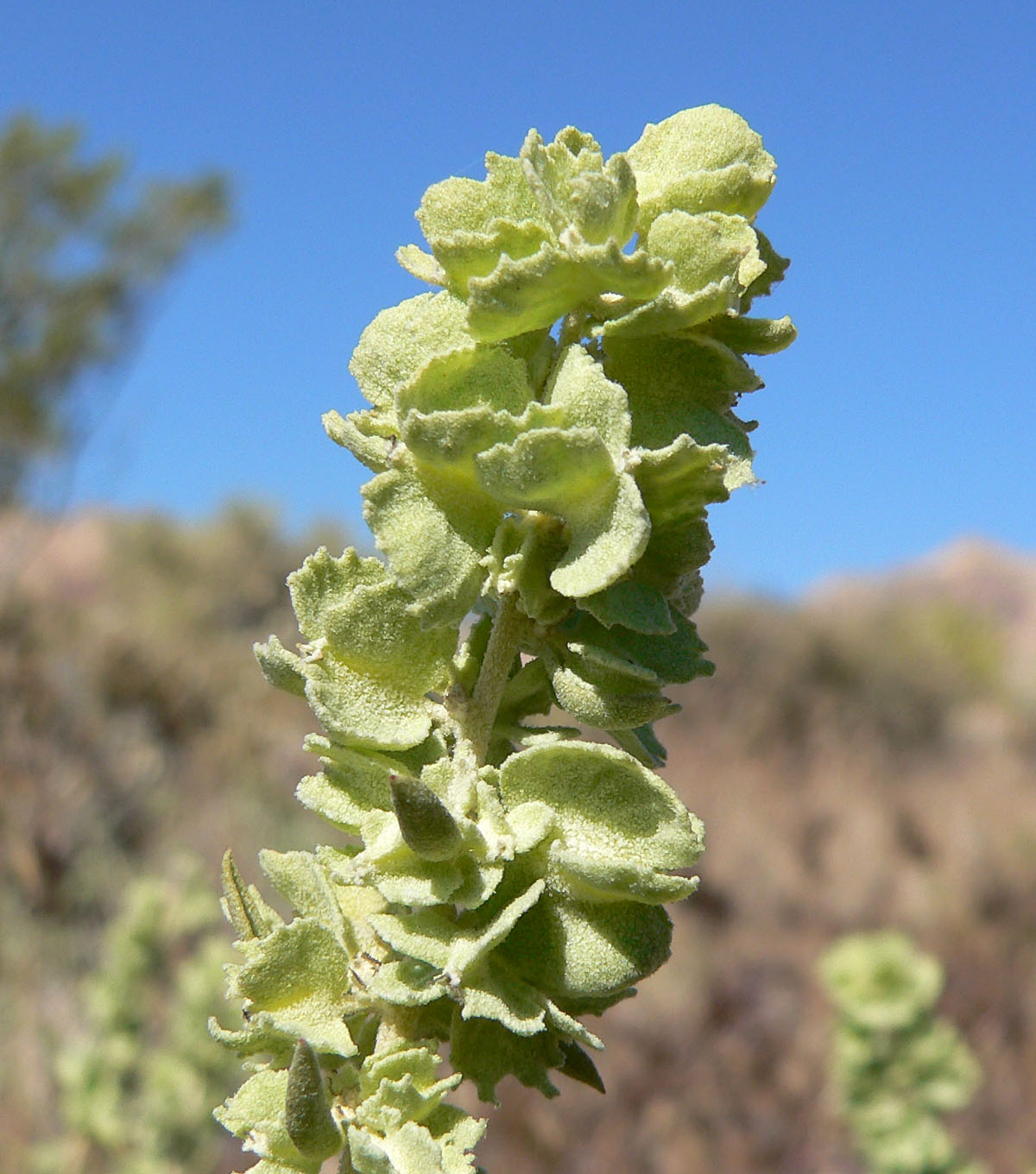
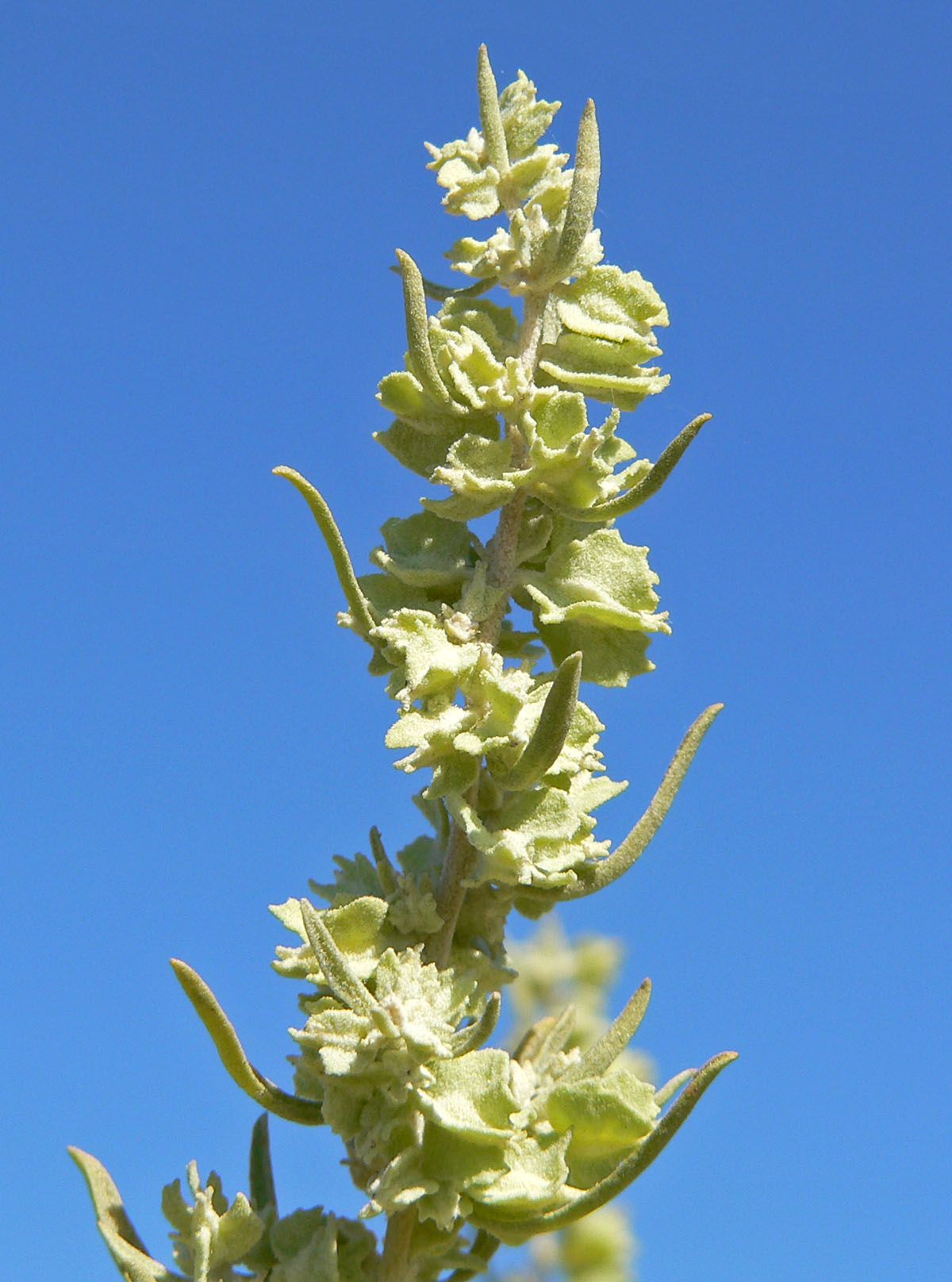
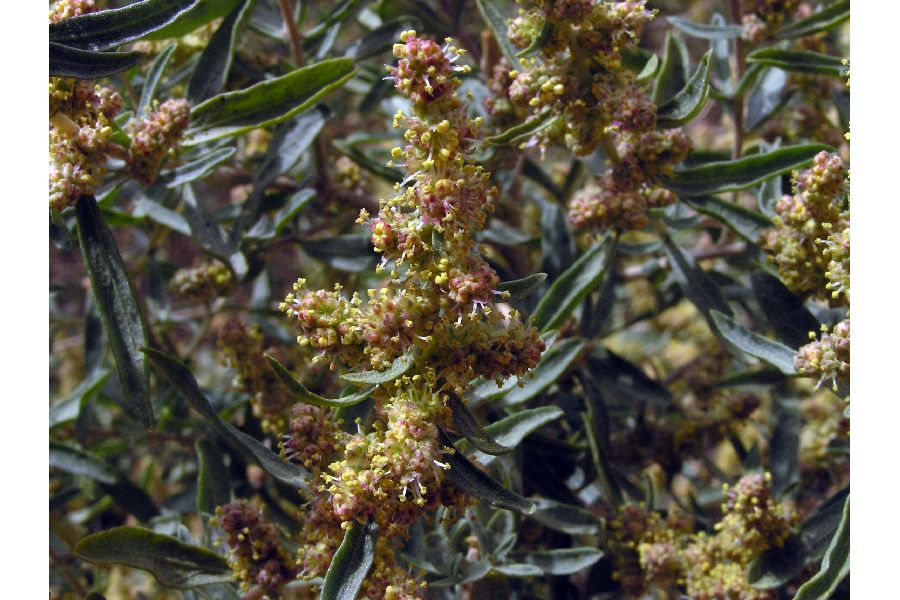
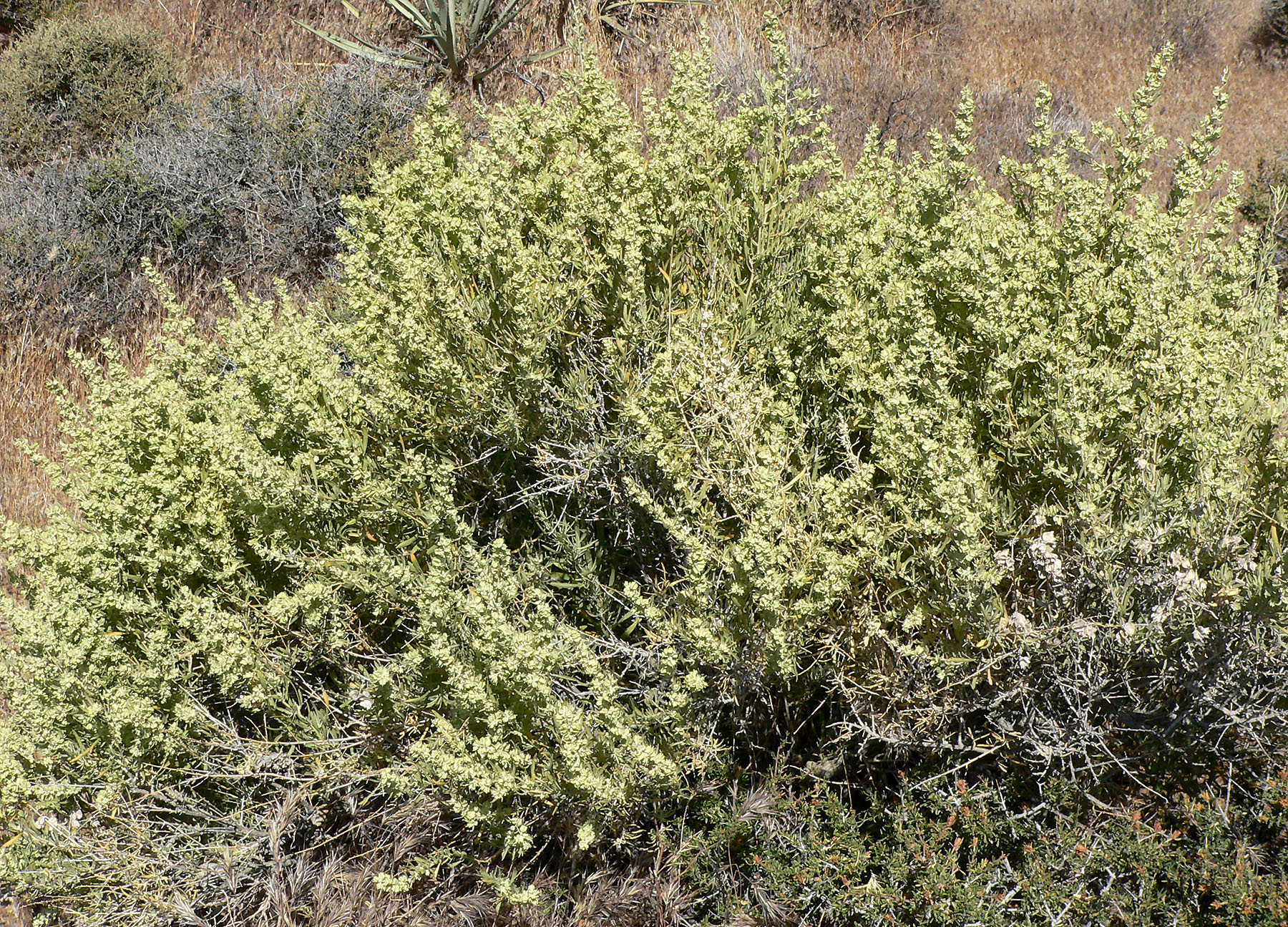
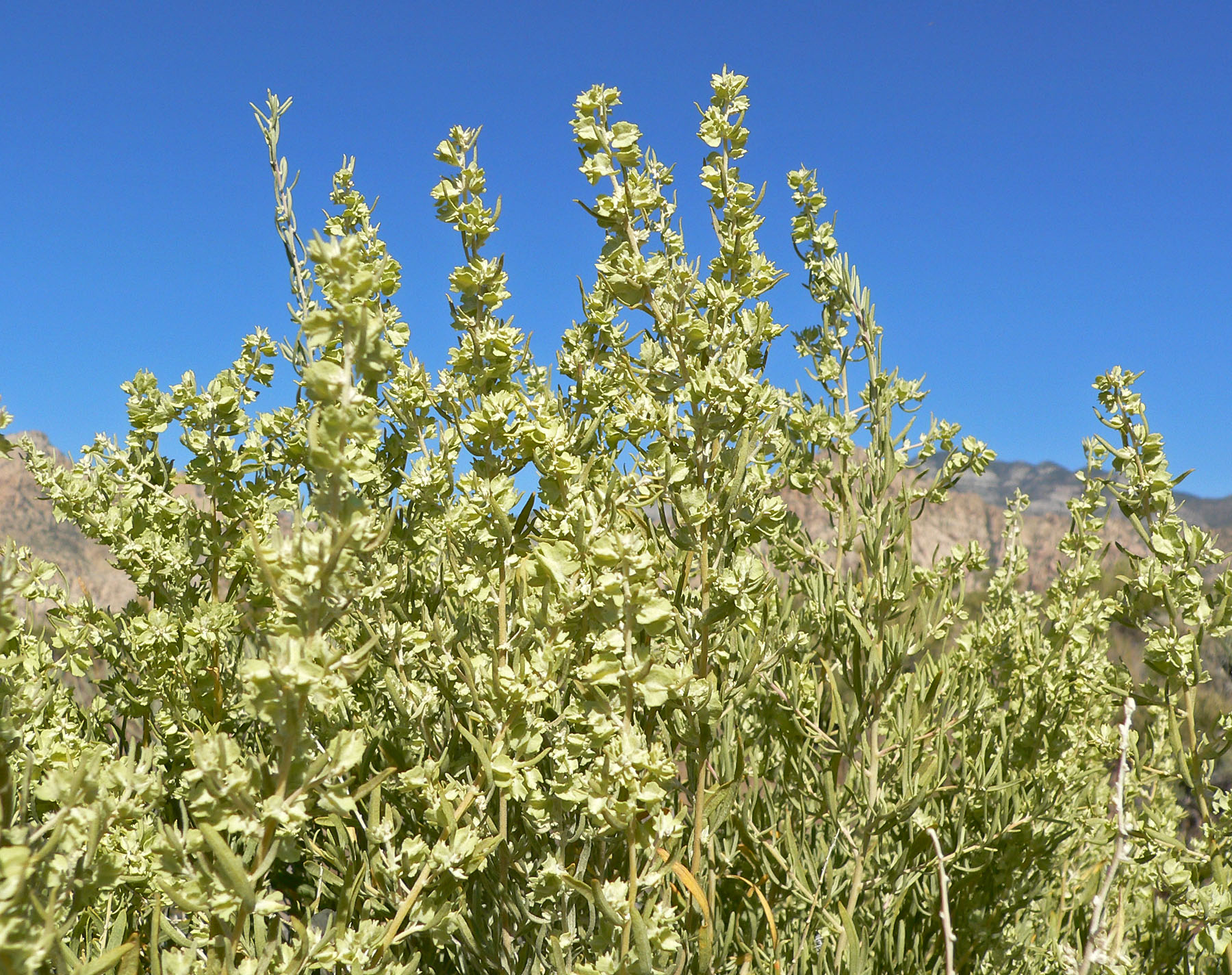
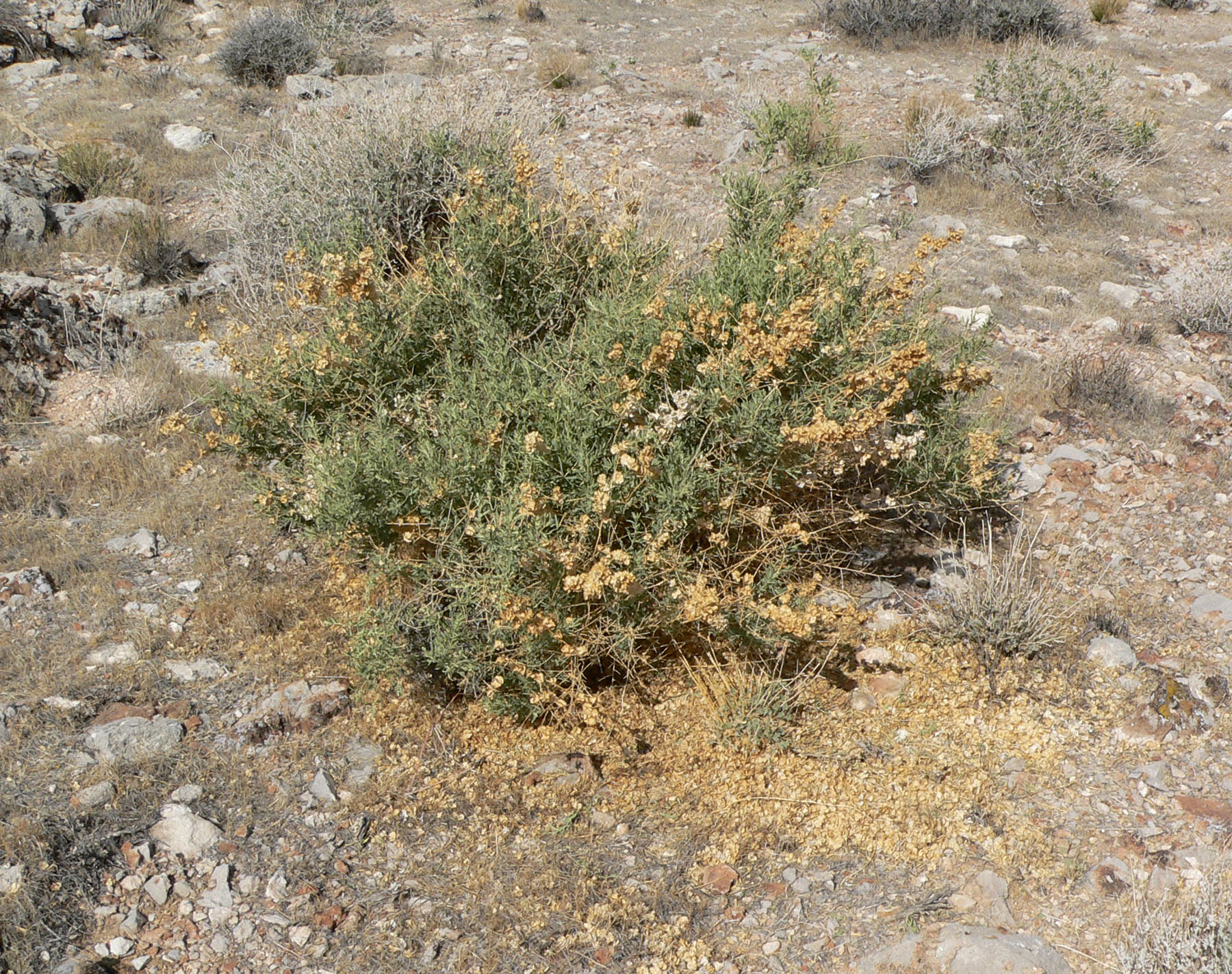